# Greenwood (Nebraska)
Greenwood es una villa ubicada en el condado de Cass en el estado estadounidense de Nebraska. En el Censo de 2010 tenía una población de 568 habitantes y una densidad poblacional de 532,3 personas por km².

## Geografía
Greenwood se encuentra ubicada en las coordenadas 40°57′43″N 96°26′35″O / 40.96194, -96.44306. Según la Oficina del Censo de los Estados Unidos, Greenwood tiene una superficie total de 1.07 km², de la cual 1.06 km² corresponden a tierra firme y (0.24%) 0 km² es agua.

## Demografía
Según el censo de 2010, había 568 personas residiendo en Greenwood. La densidad de población era de 532,3 hab./km². De los 568 habitantes, Greenwood estaba compuesto por el 95.07% blancos, el 0.18% eran afroamericanos, el 0.18% eran amerindios, el 0.18% eran asiáticos, el 0% eran isleños del Pacífico, el 1.23% eran de otras razas y el 3.17% pertenecían a dos o más razas. Del total de la población el 2.99% eran hispanos o latinos de cualquier raza.